# En værdig mand
En værdig mand er en dansk prisvindende kortfilm, instrueret af Kristian Håskjold efter manuskript af Marianne Lentz, med Troels Lyby i hovedrollen. Filmen blev spået til at blive nomineret til en Oscar, fordi den havde vundet "Bedste Kortfilm" på Odense International Film Festival  samt prisen "Bedste Europæiske Kortfilm" ved "Leuven International Short Film Festival". Det fik filmen til at blive kvalificeret til en Oscar til Oscaruddelingen 2020 og longlisted til European Film Awards 2019.

## Handling
Nat efter nat arbejder Erik (Troels Lyby) alene i sit bageri. Hans eneste selskab er "Radio Møllen" som er et natte radioprogram, som han hele tiden forsøger at komme igennem til via hans telefon for at blive koret som "Ugens Joker". Han er gradvist blevet mere og mere fjern fra sin familie, og alle hans bestræbelser på at genskabe forbindelsen virker forgæves. En voksende depression smider Erik ind i modvind, der til sidst kulminerer i et desperat råb om hjælp.

## Priser/Nomineringer
| År   | Pris                              | Prisudeling                                              |           |
| ---- | --------------------------------- | -------------------------------------------------------- | --------- |
| 2018 | Vimeo Staff Pick Award            | Odense International Film Festival (Danmark)             | Vundet    |
| 2018 | BEST EUROPEAN SHORT FILM          | Leuven International Short Film Festival (Belgien)       | Vundet    |
| 2018 | BEST STUDENT FILM                 | Tirana International Film Festival (Albanien)            | Vundet    |
| 2018 | HORIZON AWARD (Best Student Film) | 24fps International Short Film Festival (USA)            | Vundet    |
| 2018 | Prix Capricci & Kisstudio         | Poitiers Film Festival (Frankrig)                        | Vundet    |
| 2018 | Best Student Film                 | Denver International Film Festival (USA)                 | Nomineret |
| 2018 | BEST FILM                         | Nordisk Panorama (Sverige)                               | Nomineret |
| 2018 | SHORT FILM                        | Lübeck Nordic Film Days (Tyskland)                       | Nomineret |
| 2018 | BEST LIVE ACTION OVER 15 MINUTES  | Palm Springs International Festival of Short Films (USA) | Nomineret |

## Medvirkende
- Troels Lyby som Erik

- Marina Bouras som Hanne

- Milo Campanale som Rune

- Sofya rose Johnson

- Annika Rössler

- Mads Minik Christensen

- Christine Hansen

- Ditlev Ulriksen

- Kate Henriques

- Astrid Yde Kammersgaard

- Zafinia vang Piculell

- Justin Geertsen som Mads

- Teddy